# Thoralf Strømstad
Thoralf Strømstad   (Bærum, 13 de gener de 1897 - Oslo, 10 de gener de 1984) fou un esportista noruec especialitzat en combinada nòrdica.

## Biografia
Va néixer el 13 de gener de 1897 a la població de Fossum, situada al municipi de Bærum i al comtat de Akershus.
Va morir el 10 de gener de 1984 a la seva residència d'Oslo.

## Carrera esportiva
En els primers Jocs Olímpics d'hivern realitzats a Chamonix (França) l'any 1924 participà en les proves de 50 km d'esquí de fons i combinada nòrdica, aconseguint guanyar la medalla de plata en ambdues.
El 1923 va rebre la medalla Holmenkollen.